# Ancharius griseus
Ancharius griseus — вид сомів родини Анхарієвих (Anchariidae). Ендемік Мадагаскару, де поширений виключно у басейні річки Онілаги на заході острова. Сагяє близько 24,4 см стандартної довжини.